# Waldlanzenottern
Die Waldlanzenottern (Bothriopsis) sind eine Schlangengattung aus der Unterfamilie der Grubenottern. Die Gattung kommt mit sechs Arten im nördlichen Südamerika vor, vier der sechs Arten sind dort auf Gebirge beschränkt. Alle Arten sind an Wald gebunden und baumlebend. Die Arten sind giftig. Der Biss führt bei Menschen häufig zu schweren Vergiftungen, Todesfälle sind jedoch sehr selten.

## Merkmale

### Körperbau
Waldlanzenottern sind mittelgroße bis große, relativ schlanke Grubenottern. Der Kopf ist relativ schmal und nicht sehr deutlich vom Hals abgesetzt, die Schnauze ist leicht zugespitzt. Der Canthus rostralis ist markant ausgeprägt. Die Pupille ist vertikal elliptisch. Der Schwanz ist in Anpassung an die Lebensweise in Bäumen lang und als Greifschwanz ausgeprägt. Die kleinsten Arten erreichen üblicherweise Gesamtlängen von 50 bis 70 cm, die größte Art (B. taeniata) bleibt meist unter 100 cm, kann aber maximal 175 cm erreichen.

### Beschuppung
Das Rostrale ist ebenso hoch oder höher als breit. Die Tiere zeigen meist 5 bis 9 große Kopfschilde. Die Anzahl der Supralabialia beträgt 6 bis 9, die Zahl der Infralabialia 8 bis 12. Die Anzahl der Bauchschuppen (Ventralschilde) variiert zwischen 153 und 254, die Zahl der meist geteilten Subcaudalia zwischen 41 und 91 und die Anzahl der dorsalen Schuppenreihen in der Körpermitte zwischen 19 und 29.

### Färbung

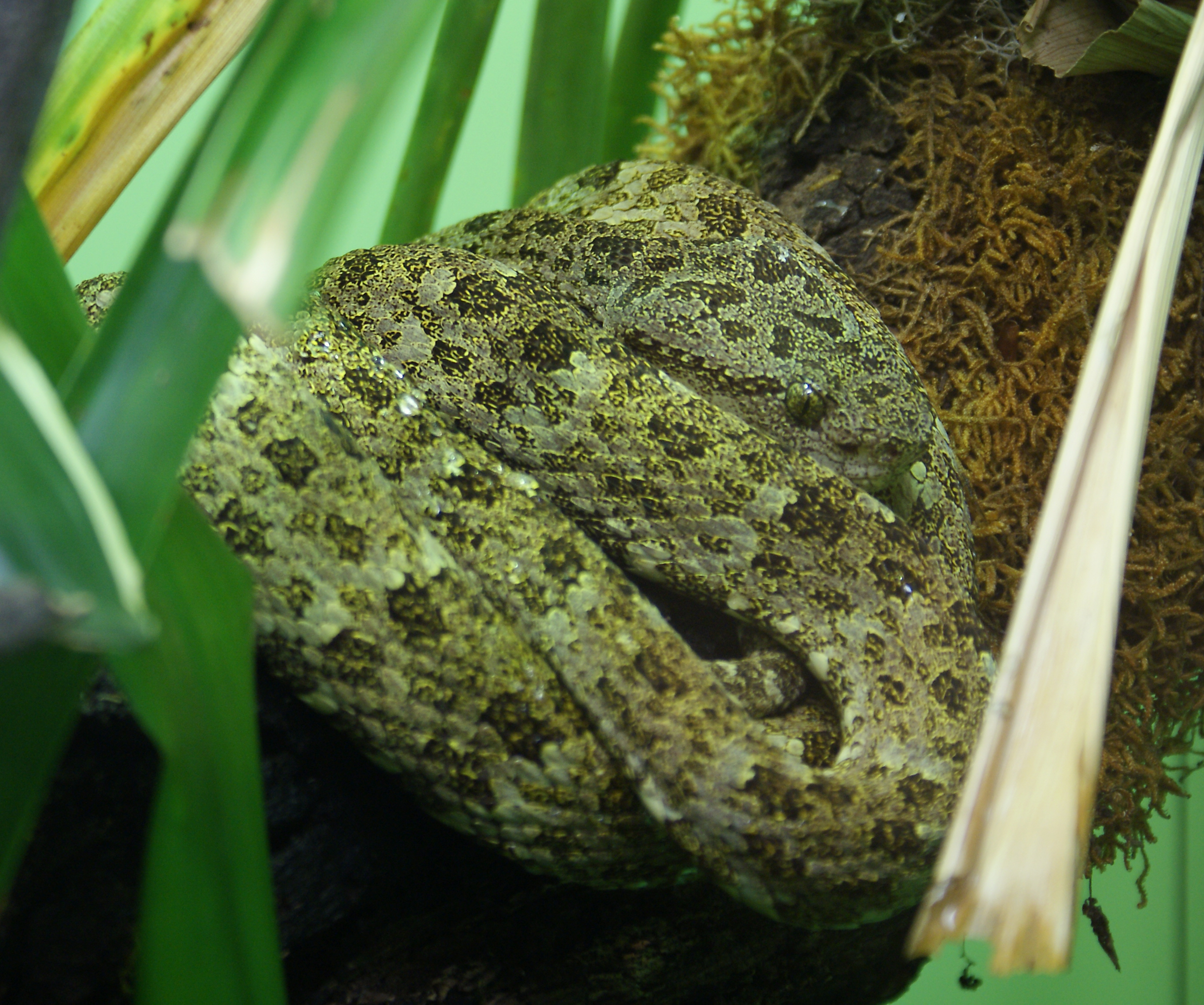
Bothriopsis taeniata

Die Tiere sind aufgrund ihrer kryptischen Färbung auf Ästen und im Blattwerk sehr gut getarnt. Die Grundfarbe ist bei vielen Arten sehr variabel, aber meist mindestens teilweise grün. Auf diesem Grund zeigen die Tiere häufig helle oder dunkle Zeichnungen.

## Verbreitung und Lebensraum
Waldlanzenottern leben im nördlichen Südamerika. Vier der sechs Arten kommen in den Anden in Venezuela, Kolumbien, Ecuador, Peru und Bolivien vor und sind dort auf Gebirge beschränkt. Zwei Arten (B. bilineata und B. taeniata) besiedeln die Niederungen am oberen Amazonas und, räumlich davon fast vollständig getrennt, das atlantiknahe Tiefland im Nordosten Südamerikas. B. taeniata kommt außerdem auch noch in den küstennahen Wäldern im Osten Brasiliens vor.
Alle Arten sind an Wald gebunden und baumlebend; sie bewohnen feuchte, tropische Wälder vom Regenwald bis zum Bergnebelwald.

## Systematik
Die Anzahl der Arten und Unterarten wird seit langer Zeit kontrovers diskutiert, Campbell & Lamar (2004) erkennen sechs Arten an:
- Grüne Jararaca (Bothriopsis bilineata (Wied-Neuwied, 1821)) – Bothrops bilineatus
- Bothriopsis chloromelas (Boulenger, 1912) – Bothrops chloromelas
- Bothriopsis medusa (Sternfeld, 1920) – Bothrops medusa
- Bothriopsis oligolepis (Werner, 1901) – Bothrops oligolepis
- Bothriopsis pulchra (Peters, 1863) – Bothrops pulchra
- Castelnauds Lanzenotter (Bothriopsis taeniata (Wagler, 1824)) – Bothrops taeniatus

Eine molekulargenetische Untersuchung der Gattung unter Einbeziehung aller sechs Arten liegt bisher nicht vor, bisher wurden maximal drei Arten untersucht. Die bisherigen Ergebnisse legen eine Monophylie der Gattung Bothriopsis nahe, jedoch ist die Gattung Bothrops bei Einbeziehung der Gattung Bothriopsis paraphyletisch. Eine endgültige Klärung der systematischen Stellung der Gattung zu Bothrops steht noch aus.
Carrasco et al. (2012) synonymisierten Bothriopsis mit Bothrops. The Reptile Database ordnet zurzeit (2018) sämtliche aufgeführte Bothriopsis-Arten der Gattung Bothrops zu.

## Lebensweise, Ernährung und Fortpflanzung
Alle Arten der Gattung sind baumlebend. Soweit bekannt, sind die Tiere überwiegend nachtaktiv und verbringen den Tag zusammengerollt verborgen im Blattwerk; für einige kaum erforschte Arten der Anden wird jedoch aufgrund der dortigen niedrigen Nachttemperaturen eine Tagaktivität vermutet. Diese Schlangen fressen überwiegend kleine Wirbeltiere wie Frösche, kleine Echsen, Vögel und kleine Säugetiere, bisher wurden einmal auch Hundertfüßer als Nahrung nachgewiesen. Für mehrere Arten wurde sowohl bei Jungtieren als auch bei adulten Schlangen die Anlockung von Beutetieren mit dem rosa gefärbten Schwanzende nachgewiesen. Alle Arten sind lebendgebärend, wann die Jungtiere geboren werden, ist bisher kaum untersucht. Zwischen 5 und 17 Junge pro Wurf sind bisher nachgewiesen.

## Gift
Alle Arten sind giftig, der Biss führt bei Menschen häufig zu schweren Vergiftungen. Typische Symptome nach einem Biss sind lokale Schwellungen und Blutergüsse, schwere Blutgerinnungsstörungen und spontane Blutungen. Todesfälle sind jedoch zumindest bei rechtzeitiger medizinischer Behandlung sehr selten.